# Astro Avenger 2
«Astro Avenger 2: Захват Галактики», или «Чужой космос 2», — компьютерная игра в жанре вертикального скролл-шутера, разработанная белорусской студией Sahmon Games и выпущенная компанией Акелла (под брендом «Полёт навигатора») в 2008 году. Является сиквелом игры «Чужой космос».

## Игровой процесс

Игровой процесс

Astro Avenger 2 является классическим представителем скролл-шутеров: корабль игрока летит навстречу ордам разнообразных вражеских кораблей, задача игрока — сбивать врагов и уворачиваться от их выстрелов. Сражения проходят в пяти галактиках, в конце каждой из которых игрок должен сразиться с боссом. Всего в игре 50 уровней.
Уничтожение врагов вознаграждается плазмой, играющей роль внутриигровой валюты. Плазму можно тратить между миссиями на покупку новых корабельных орудий или улучшение старых, приобретение новых кораблей, вспомогательных дронов, а также различных видов ракет. Кроме того, из некоторых противников могут выпадать разнообразные бонусы: увеличение скорострельности, поглощение урона, восстановление здоровья и так далее.
Всего в игре пять истребителей, приобретать которые можно только в строго заданном порядке. Они различаются прочностью брони, мощностью генератора энергии и количеством доступных дроидов. Энергия тратится на питание корабельных орудий: чем слабее корабль и чем мощнее пушки, тем дольше будет длиться перезарядка между выстрелами. Дроны бывают четырёх видов: боевой, ремонтный, защищающий от ракет и защищающий от лазера; крупные корабли могут запускать до четырёх дроидов одновременно, что позволяет игроку выстраивать различные комбинации.

## Сюжет
Едва подавив мятеж пиратов (разворачивается в первой части игры), человечество оказалось под нападением инопланетных сил. Потерявшим за три недели большую часть обитаемой галактики землянам удаётся сконструировать высокотехнологичный истребитель, работающий на трофейной плазме. Игрок в роли пилота этого истребителя должен боем раздобыть фрагменты секретного оружия, способного уничтожить штаб-квартиру агрессора.

## Критика
| Сводный рейтинг       | Сводный рейтинг   |
| Агрегатор             | Оценка            |
| --------------------- | ----------------- |
| MobyRank              | 77 % (6 рецензий) |
| Иноязычные издания    |                   |
| Издание               | Оценка            |
| iDNES.cz              | 90 %              |
| Hrej.cz               | 7/10              |
| Русскоязычные издания |                   |
| Издание               | Оценка            |
| Absolute Games        | 80 %              |
| «ЛКИ»                 | 80 %              |

Игра получила положительные отзывы критиков. Рецензенты хвалили графику, однако отмечали, что к концу прохождения игра приедается.
Михаил «junior» Носков из Absolute Games оценил AstroAvenger 2 в 80 %, назвав её «качественной, насыщенной действием аркадой». Сергей Зверёв в мини-рецензии для журнала «Лучшие компьютерные игры» также присвоил игре рейтинг 80 %, отметив хорошую графику и звук, но раскритиковав приедающуюся музыку. Войтех Матена на сайте Hrej.cz оценил игру в 7/10, отметив, что хотя в игру приятно играть, она не привносит ничего нового в жанр.